# Демарест, Уильям
Уи́льям Де́марест (англ. William Demarest; 27 февраля 1892[…], Сент-Пол — 28 декабря 1983 или 27 декабря 1983, Палм-Спрингс, Калифорния) — американский актёр.
Родился в городе Сент-Пол, штат Миннесота. В годы Первой мировой войны он служил в Армии США. Актёрскую карьеру начал с участия в водевилях, где выступал в дуэте со своей первой супругой Эстель Коллетт. Карьеру в кино начал в 1926 году, появившись в дальнейшем в более чем сотни картин, среди которых «Мистер Смит едет в Вашингтон» (1939), «Странствия Салливана» (1941), «Солдатский клуб» (1943), «Это безумный, безумный, безумный, безумный мир» (1963), «Вон Тон Тон — собака, которая спасла Голливуд» (1976) и многих других. В 1946 году за роль в фильме «История Джолсона» был номинирован на премию «Оскар». Помимо этого Демарест много работал на телевидении, где появился в сериалах «Альфред Хичкок представляет», «Сумеречная зона» и «Бонанза». В 1979 году на Голливудской аллее славы была заложена его именная звезда. Умер от рака предстательной железы в Палм-Спрингс, штат Калифорния, в возрасте 91 года.